# Jana Kasova
Jana Kasova, född den 13 augusti 1981, är en bulgarisk före detta friidrottare som tävlade i häcklöpning.
Kasovas främsta merit är att hon blev bronsmedaljör på 100 meter häck vid EM 2002 i München. 

## Personliga rekord
- 100 meter häck - 12,75